# Liste des citadelles de Vauban
Cette page liste les citadelles  dont la création est due à Sébastien Le Prestre de Vauban, ainsi que celles qu'il a remaniées ou complétées même légèrement. Certaines d'entre elles (en italique) ont été rasées et des constructions plus récentes parfois érigées à leur place ; d'autres ne subsistent que partiellement ou à l'état de vestiges.
Outre les fortifications dont il s'est occupé personnellement, il est convenu d'attribuer à Vauban, à partir de 1669, celles du "département"  de Louvois dont il devient alors commissaire général aux fortifications, puis celles de l'ensemble du territoire à partir de 1677, année de décès du chevalier de Clerville, commissaire général  du « département » de Colbert. Les ingénieurs œuvrant localement étaient en effet sous la tutelle des commissaires généraux. Il en est de même des projets qu'il a validés et qui furent réalisés après sa mort en 1707.
À noter que sont également désignées comme citadelles de Vauban, des places fortes sans citadelle ayant une position en hauteur. C'est le cas de Mont-Dauphin (1693-1700) et Longwy (1679-1684), deux des villes nouvelles qu'il a créées. Château-Queyras est également qualifié de citadelle, de même que Briançon. Cette place forte était toutefois défendue par un château-fort remanié par Vauban et devenu au XIXe siècle le fort du château.

## Citadelles (et réduits) créés
- 1667-1671 citadelle de Lille[1], baptisée par Vauban lui-même la « Reine des citadelles » et son réduit (fort St Sauveur).
- 1667-1672 citadelle d'Arras Sur les plans de Vauban, la citadelle fut surnommée " la belle inutile", la ville n’ayant plus connu de siège après sa construction.
- 1680-1684, réduit de Besançon (fort Griffon).
- 1679-1681, citadelle de Mont-Louis.
- 1681-1685, citadelle de Strasbourg et ses réduits (fort Blanc et fort de Pierre).
- 1681-1685, citadelle de Saint-Martin de Ré.
- 1687, château de Belfort.
- 1681, commandement de Villefranche-de-Conflent (fort Libéria).
- 1713-1734, commandements de Briançon (Forts des Têtes, fort du Randouillet, fort Dauphin), voulus par Vauban.
- citadelle de Seyne-les-Alpes.
- citadelle d'Entrevaux (fort Vauban).
- 1687-1688, citadelle de Nîmes (fort Vauban).
- citadelle de Valenciennes.
- 1674, commandement de Salins (fort St André).
- 1687, forteresse de Mont-Royal (Allemagne).
- citadelle de Tournai (Belgique).
- 1721-1732, forteresse de Louisbourg sur projet de Vauban  (Canada).

## Citadelles remaniées ou complétées
- 1674-1687, citadelle de Besançon
- 1674-1689, Citadelle de Belle-Île-en-Mer
- 1674-1698, Citadelle souterraine de Verdun
- 1680, citadelle de Bayonne[2]  Inscrit MH (1929)
- 1683 à 1697, citadelle de Bitche
- 1689, citadelle de Blaye
- château de St Malo
- 1630-1704, citadelle du Château-d'Oléron
- citadelle d'Alès (fort Vauban)
- citadelle de Bayonne
- château de Brest
- citadelle de Brouage
- citadelle de Calais
- 1677,  citadelle de Cambrai
- citadelle de Bordeaux (Château Trompette)
- citadelle de Dunkerque
- citadelle de Fouras (fort de Fouras)
- citadelle de Gravelines
- citadelle de Nice
- citadelle de Port-Louis
- citadelle de Sisteron
- citadelles de Bouillon et Namur (Belgique)
- citadelles de Casale, Verceil et Pignerol (Italie)
- Fort Carré (France, Antibes)

Nota : en gras, les composantes des fortifications des 12 villes du Réseau des Sites majeurs de Vauban, qui sont inscrites au Patrimoine mondial par l'Unesco